# Brighton Bears
I Brighton Bears furono una società cestistica britannica di Brighton, in Inghilterra.
Fondati nel 1974, si sciolsero nel 2006, sostituiti, in ambito cittadino, dai Brighton Cougars.
Disputavano gli incontri interni al Brighton Centre, che ha una capacità di 3.600 spettatori.

## Palmarès
- British Basketball League: 3
1992-93, 1993-94, 1994-95